# Crocidura levicula
Crocidura levicula (Miller & Hollister, 1921) è un toporagno della famiglia dei Soricidi endemico di Sulawesi.

## Descrizione

### Dimensioni
Toporagno di piccole dimensioni, con la lunghezza della testa e del corpo tra 60,2 e 64 mm, la lunghezza della coda tra 37,5 e 44 mm, la lunghezza del piede tra 10,7 e 11 mm.

### Aspetto
Le parti superiori sono brunastre,  mentre le parti inferiori sono più chiare. I piedi sono finemente ricoperti di peli, le dita sono rosate. La coda è poco più corta della testa e del corpo, è ricoperta di peli bruno-nerastre e con alcuni peli più chiari e più lunghi alla base. 

## Biologia

### Alimentazione
Si nutre di piccoli invertebrati.

## Distribuzione e habitat
Questa specie è diffusa nella parte centrale e sud-orientale dell'isola indonesiana di Sulawesi.
Vive nelle foreste pluviali tropicali fino a 1.000 metri di altitudine. 

## Conservazione
La IUCN Red List, considerato il vasto areale e la popolazione presumibilmente numerosa, classifica C. levicula come specie a rischio minimo (Least Concern).